# Sałatnik leśny
Sałatnik leśny (Mycelis muralis (L.) Dumort.  lub Lactuca muralis (L.) E.Mey.) – gatunek rośliny należący do rodziny astrowatych. W zależności od ujęcia systematycznego, zaliczany jest do monotypowego rodzaju sałatnik Mycelis, ewentualnie do rodzaju modrzyk Cicerbita lub sałata Lactuca. Występuje na rozległych obszarach Europy (brak go tylko w południowej części Półwyspu Iberyjskiego i na północy – w Islandii, w północnej części Półwyspu Skandynawskiego i w północnej Rosji), rośnie także w Azji Mniejszej, w rejonie Kaukazu oraz w północno-zachodniej Afryce. W Polsce jest pospolity na całym niżu i w górach aż po granicę lasu.

## Morfologia

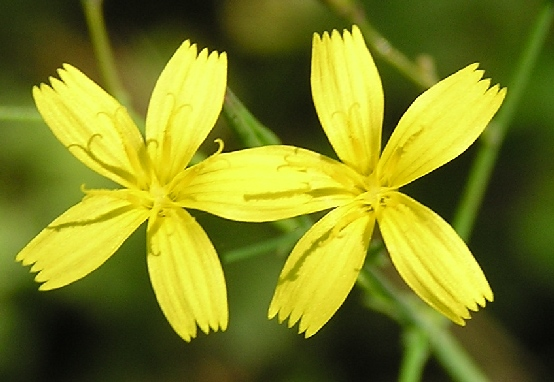
Kwiaty

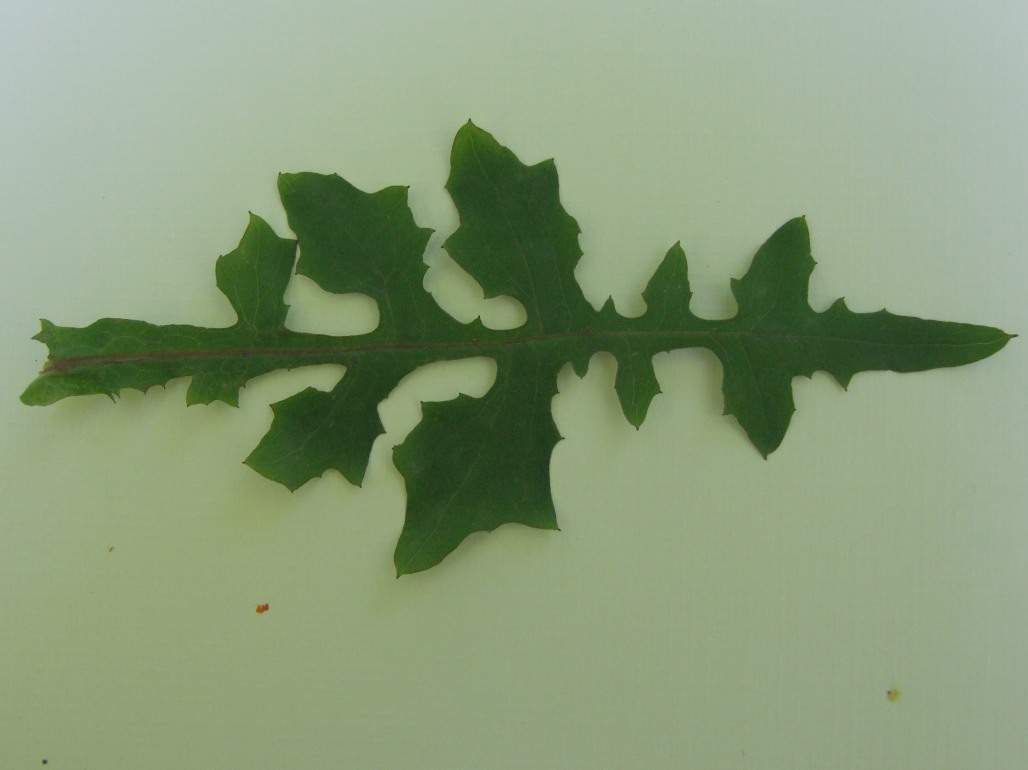
Liść

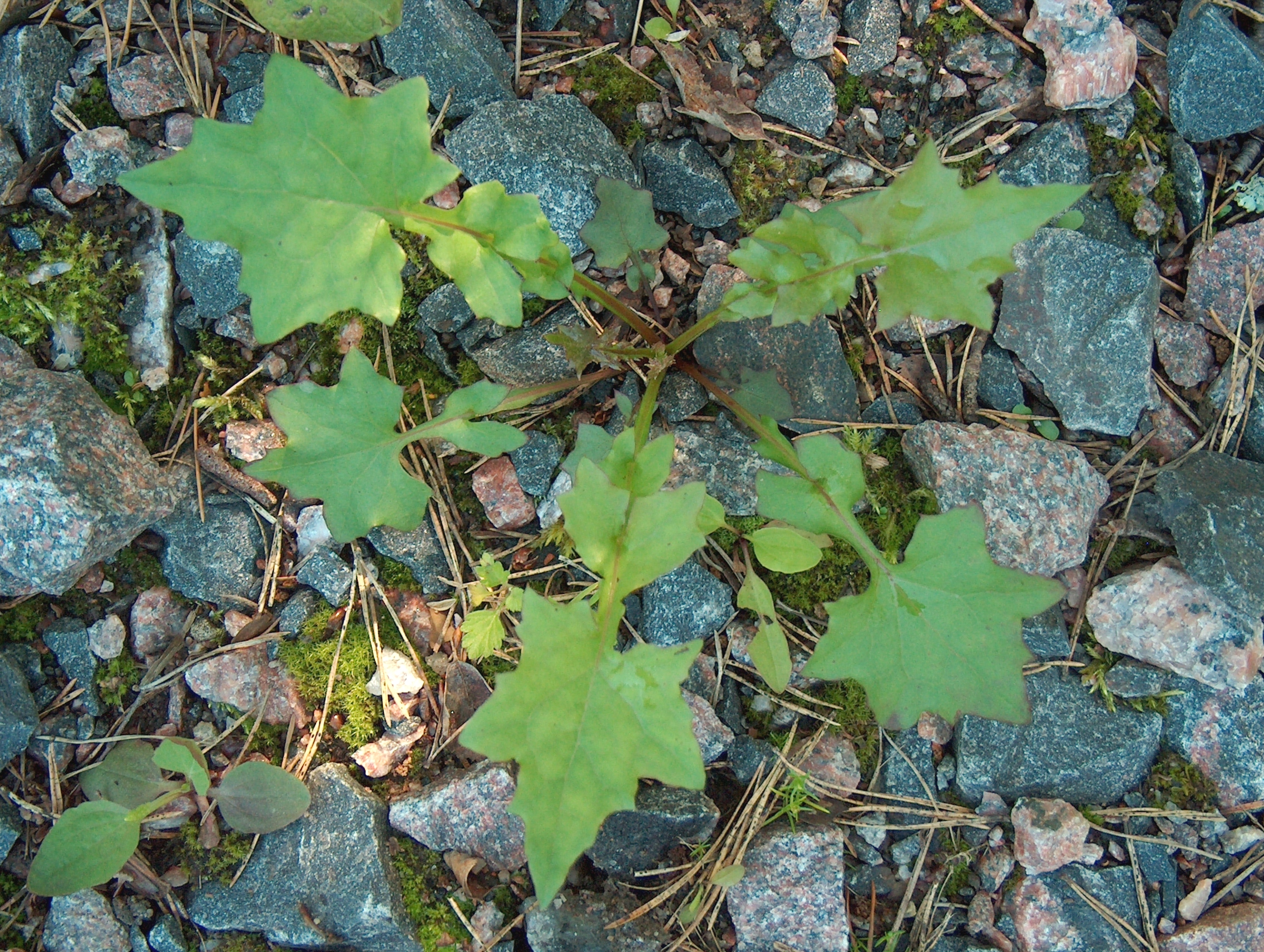
Rozeta liści

ŁodygaWzniesiona, prosta, naga, o wysokości do 1 m. Ma zielony lub jasnobrunatny kolor, górą rozgałęzia się. Roślina wytwarza krótkie kłącze.
LiścieDolne i środkowe są cienkie, nagie, przerywano pierzasto-dzielne o trójkątnie ząbkowanych odcinkach. Nasady dolnych liści stopniowo zwężają się w oskrzydlony ogonek, liście środkowe swoją sercowatą nasadą obejmują łodygę. Liście górne są małe, niepodzielone i mają lancetowaty kształt. Charakterystyczną cechą wszystkich liści jest sinozielony kolor spodniej strony blaszki.
KwiatyZebrane w niewielkie i wąskie koszyczki bardzo przypominające wyglądem pojedyncze kwiaty. Koszyczki z kolei zebrane są w rozpierzchłą wiechę. W pojedynczym koszyczku przeważnie 5 kwiatów języczkowych. Okwiat poszczególnych kwiatów tworzy 5 płatków korony zrośniętych w rurkę i 5-ząbkowy języczek wyglądający, jak pojedynczy płatek korony oraz puch kielichowy, powstały z przekształconego kielicha. Puch ten składa się z dwóch rzędów szczecinek o różnej długości (zewnętrzne są krótsze). Wewnątrz kwiatu dolny słupek z długą szyjką i rozwidlonym znamieniem i 5 pręcików zrośniętych nitkami w rurkę wokół słupka. Walcowata okrywa koszyczka składa się z dwóch szeregów listków o brudnozielonych lub czerwonobrunatnych szczytach. Listki zewnętrznej warstwy są odstające.
OwocWrzecionowate niełupki zaopatrzone w krótki dzióbek i puch kielichowy.

## Systematyka
Gatunek tradycyjnie zaliczany był zwykle do rodzaju sałatnik Mycelis, a ten do podplemienia Lactucinae w plemieniu Cichorieae, podrodzinie Cichorioideae i rodzinie astrowatych Asteraceae. Taksonomia w obrębie tego podplemienia, a tym samym ujęcie systematyczne zaliczanych tu rodzajów, jest problematyczna i wciąż nieustalona jednoznacznie. W efekcie gatunek w różnych źródłach włączany jest do różnych rodzajów. W ujęciach tradycyjnych z XX wieku zwykle klasyfikowany jest do rodzaju sałatnik Mycelis, który jest taksonem monotypowym. W innych ujęciach gatunek zaliczany jest do rodzaju modrzyk Cicerbita (jako Cicerbita muralis (L.) Wallr.) lub sałata Lactuca (jako Lactuca muralis (L.) E.Mey.).

## Biologia i ekologia
Bylina. Kwitnie od czerwca do sierpnia, zapylana jest przez muchy i pszczoły. Wszystkie kwiaty w koszyczku zakwitają jednocześnie. Nasiona rozsiewane są przez wiatr. Liczba chromosomów 2n= 18. Gatunek o szerokim zakresie tolerancji ekologicznej. Rośnie w lasach liściastych i mieszanych na różnego rodzaju glebach, szczególnie jednak na glebach próchnicznych. Hemikryptofit.
Roślinie przypisywane są właściwości trujące.